# 1,4-二硒杂环己烷
1,4-二硒杂环己烷是一种有机硒化合物，化学式为C4H8Se2，它是已知最重的1,4-二硫属杂环己烷。它可由β,β'-二氯二乙基硒醚和硒化锂在碘化钾存在下于无水丙酮中反应得到，反应产率很低。它也可由硒化铝和1,2-二溴乙烷的反应得到。它是单斜晶系晶体，空间群P21/n。它和X2（X=Cl, Br, I）在CCl4中反应，可以得到1,1,4,4-四卤化-1,4-二硒杂环己烷。它可以和氯化镉形成配合物；可以被过氧乙酸在冰乙酸中氧化为1,4-二硒杂环己烷-1,4-二氧化物。